# Lama Dice
Lama Dice oder LAMA Dice, Eigenschreibweise L.A.M.A. Dice ist ein kombiniertes Karten- und Würfelspiel des deutschen Spieleautors Reiner Knizia, das im Jahr 2020 bei dem Verlag Amigo erschienen ist. Es handelt sich dabei um eine Würfelspielumsetzung des Kartenspiels L.A.M.A. aus dem Jahr 2018.

## Thema und Ausstattung
Bei Lama Dice handelt es sich um ein Karten- und Würfelspiel, das sich an den Regeln des Vorgängers Lama orientiert. Wie dieses handelt es sich um ein Karten-Ablegespiel, bei dem die Spieler versuchen, alle ihre Karten von der Hand abzulegen und möglichst wenig Minuspunkte zu bekommen. Anders als bei Lama, das auf dem klassischen Mau-Mau aufbaut, werden bei Lama Dice die abzulegenden Karten durch Würfel bestimmt. Passende Spieler und Verlierer einer Runde bekommen auch hier Minuspunkte in Form von Spielchips, Rundengewinner können Chips abgeben. Das Spiel endet, wenn ein Spieler nach einer Runde mehr als 40 Minuspunkte angesammelt hat und damit das Spiel verliert.
Das Spielmaterial besteht neben einer Spielanleitung aus 43 Kärtchen, je 6 Zahlenkarten mit den Werten 1 bis 6 sowie 7 Lama-Karten, drei sechsseitige Würfel sowie 70 Wertungschips, davon 50 mit einem Wert von einem und 20 mit einem Wert von 10 Minuspunkten.

## Spielweise
Vor dem Spiel werden die Kärtchen mit schwarzer Rückseite aussortiert und offen in der Tischmitte ausgelegt. Die restlichen Kärtchen werden gemischt und jeder Spieler bekommt sechs Handkarten, die er offen vor sich auslegt. Alle anderen Karten werden in der Runde nicht mehr benötigt und aus dem Spiel genommen. Die Wertungschips werden bereit gelegt und ein Spieler bekommt die drei Würfel.
Das Spiel beginnt mit einem Startspieler und wird dann reihum im Uhrzeigersinn gespielt. Der jeweils aktive Spieler darf sich entscheiden, ob er würfeln möchte oder lieber aus der laufenden Runde ausscheidet. Entscheidet er sich für würfeln, nimmt er alle drei Würfel und wirft diese. Dabei können folgende Ergebnisse fallen:
- Wenn mindestens ein Würfel einen Wert zeigt, der in der Reihe vor dem Spieler ausliegt, darf er die entsprechenden Karten ablegen.
- Zeigen alle drei Würfel ein Lama, darf der Spieler einen bereits erhaltenen Chip abgeben. Er darf dabei entscheiden, ob es ein 1er oder ein 10er-Chip ist.
- Zeigen alle drei Würfel Werte, die der Spieler nicht vor sich liegen hat, muss er ein Kärtchen aus der Mitte nehmen und zu seinen hinzufügen.
- Zeigen alle drei Würfel Werte, die der Spieler nicht vor sich liegen hat und die auch nicht mehr in der Mitte liegen, muss der Spieler alle Kärtchen aus der Mitte nehmen und beendet den Durchgang.

Möchte ein Spieler nicht würfeln, weil es ihm zu riskant ist, kann er passen und steigt aus dem aktuellen Durchgang aus. Er dreht alle seine Kärtchen um und spielt nicht mehr mit, bis der Durchgang beendet ist.
Der Durchgang ist beendet, wenn ein Spieler alle seine Handkarten abgelegt hat, ein Spieler die letzten Karten aus der Mitte nehmen muss oder wenn alle Spieler ausgestiegen sind. Sind alle Spieler mit Ausnahme eines einzelnen ausgestiegen, darf dieser weiterspielen. Er darf allerdings keinen Wurf mehr werfen, bei dem kein Wert aus seiner Reihe vorkommt und muss im Fall, dass die Würfel zeigen, die der Spieler nicht vor sich liegen hat, die mittleren Karten nehmen. Gelingt es einem Spieler, die Runde durch das Ablegen der letzten Karte zu beenden, darf dieser einen beliebigen Chip abgeben, unabhängig davon, ob es sich um einen weißen Einer-Chip oder einen schwarzen Zehner-Chip handelt.
Das Spiel endet, wenn ein Spieler 40 oder mehr Minuspunkte angesammelt hat. Gewinner des Spiels ist der Spieler mit den wenigsten Minuspunkten, bei einem Gleichstand gewinnen mehrere Spieler.

## Ausgaben
Das Spiel L.A.M.A. Dice wurde von dem deutschen Spieleautor Reiner Knizia auf der Basis des ebenfalls von ihm entwickelten Kartenspiels L.A.M.A. entwickelt und wurde 2021 bei dem deutschen Verlag Amigo veröffentlicht.

## Belege
1. 1 2 3 4 5 6 7  Spieleanleitung L.A.M.A., Amigo 2018
2. ↑  LAMA Dice, Versionen bei BoardGameGeek. Abgerufen am 14. März 2019.